# Ihor Reizlin
Ihor Reizlin –en ucraniano, Ігор Рейзлін– (Tighina, URSS, 7 de febrero de 1984) es un deportista ucraniano que compite en esgrima, especialista en la modalidad de espada.
Participó en los Juegos Olímpicos de Tokio 2020, obteniendo una medalla de bronce en la prueba individual.
Ganó tres medallas en el Campeonato Mundial de Esgrima, en los años 2019 y 2022, y una medalla de plata en el Campeonato Europeo de Esgrima de 2010.

## Palmarés internacional
| Juegos Olímpicos   | Juegos Olímpicos   | Juegos Olímpicos  | Juegos Olímpicos   |
| Año                | Lugar              | Medalla           | Prueba             |
| ------------------ | ------------------ | ----------------- | ------------------ |
| 2020               | Tokio (Japón)      | Medalla de bronce | Espada individual  |
| Campeonato Mundial |                    |                   |                    |
| Año                | Lugar              | Medalla           | Prueba             |
| 2019               | Budapest (Hungría) | Medalla de bronce | Espada individual  |
| 2019               | Budapest (Hungría) | Medalla de plata  | Espada por equipos |
| 2022               | El Cairo (Egipto)  | Medalla de bronce | Espada individual  |
| Campeonato Europeo |                    |                   |                    |
| Año                | Lugar              | Medalla           | Prueba             |
| 2010               | Leipzig (Alemania) | Medalla de plata  | Espada por equipos |